# Bislama
El bislama, también conocido como bichelamar, es una lengua criolla melanesia. Es una de las lenguas oficiales de Vanuatu junto con el inglés y el francés. El himno nacional, Yumi, Yumi, Yumi, se canta en bislama. Es la lengua principal de muchos de los ni-Vanuatu Urbanos (los que viven en Port Vila y Luganville) y la segunda lengua para gran parte del resto de habitantes del país.
Más del 95 % del léxico bislama proviene del inglés. En cuanto al resto, unos cuantos términos vienen del francés y otros, especialmente los referidos a flora y fauna, se han heredado de lenguas aborígenes de las familias lingüísticas del norte, centro y del sur de Vanuatu. Su morfosintaxis tiene una gran influencia de la del tok pisin de Papúa Nueva Guinea, el pidgin de islas Salomón y el broken del estrecho de Torres en Australia. La fonología también es similar a la del inglés.

## Historia
Miles de ni-Vanuatu fueron reclutados a trabajar a Queensland, Australia, así como a las plantaciones de Fiyi entre 1870 y 1880. Con el lenguaje que se hablaba en dichas plantaciones se creó el pidgin.

## Origen del nombre
El origen de bislama (antes llamado Bichelama) proviene del siglo XIX con la palabra "Beach-la-mar" del francés "bêche de mer", pepino de mar. A mediados de ese siglo, los pepinos de mar eran cosechados y secados, al mismo tiempo en que los sándalos. El nombre viene asociado a la clase de pidgin que usaban los trabajadores, así como los hablantes británicos. Es de destacar que no tiene ninguna relación con el islam.
- Datos: Q35452
- Multimedia: Bislama language / Q35452